# Agostino Chigi
Agostino Andrea Chigi (29 de novembro de 1466–11 de abril de 1520) foi um banqueiro e patrono das artes italiano do período renascentista.

## História
Nascido em Siena, Agostino era filho do proeminente banqueiro Mariano Chigi, um membro da antiga e ilustre casa dos Chigi-Albani. Ele se mudou para Roma por volta de 1487 para ajudar o pai. Herdeiro de uma enorme fortuna, ficou ainda mais rico depois de emprestar uma enorme soma em dinheiro para o papa Alexandre VI e outros monarcas da época. Diferentemente da prática comercial usual na época, Agostino controlava diversos monopólios muito lucrativos na época, como o do sal marinho nos Estados Papais e no Reino de Nápoles e também o alume escavado em Tolfa, Agnato e Ischia di Castro, um componente essencial para a indústria têxtil.
Depois da morte de Alexandre VI, que era da família Bórgia, e de seu efêmero sucessor sienense, Pio III Piccolomini, Agostino ajudou a eleger o papa Júlio III, que o recompensou nomeando-o tesoureiro e notário da Câmara Apostólica e ligando-o à poderosa família della Rovere. A ligação pessoal entre o papa e seu banqueiro era muito próxima e Agostino acompanhou Júlio em suas campanhas militares em 1506 e 1510. No ano seguinte, Agostino foi enviado a Veneza para comprar o apoio veneziano para as forças papais na Guerra da Liga de Cambrai.
Agostino estabeleceu ligações econômicas com toda a Europa Ocidental e chegou a ter 20 000 empregados, recebendo de Siena o título de Il Magnifico.
Nesta época, Chigi, "indiscutivelmente o homem mais rico em Roma", tornou-se um rico patrono das artes e da literatura, protetor de Pietro Aretino e outros, embora sua própria educação tivesse muitas lacunas, notavelmente sua falta de domínio do latim. Sua amante veneziana, Francesca Ordeaschi, era a mais bela de Roma e os dois se casaram em 1519. Posteriormente, o papa legitimou os quatro filhos do casal. Entre seus artistas protegidos estavam quase todas as principais figuras do início do século XVI: Perugino, Sebastiano del Piombo, Giovanni da Udine, Giulio Romano, Il Sodoma e Rafael. 
Em Roma, as três encomendas de Chigi a Rafael são ainda hoje os mais importantes monumentos do artista: a capela em Santa Maria della Pace, sua capela mortuária (a Capela Chigi) em Santa Maria del Popolo e a vila suburbana conhecida desde 1579 como Villa Farnesina. Esta esplêndida villa, que ele mandou construir às margens do Tibre, no Trastevere, leva hoje o nome de seus proprietários posteriores, da família Farnese. Para projetá-la, Chigi empregou o pintor sienense Baldassare Peruzzi, que na época não tinha quase nenhuma experiência como arquiteto. Sebastiano del Piombo, Giovanni da Udine, Giulio Romano, Il Sodoma e Rafael foram contratados para decorá-la. Rafael pintou ali seu famoso afresco "Triunfo de Galateia". Para demonstrar seu desprezo ao dinheiro, dizia-se na época que Chigi mandava jogar no rio toda a prataria utilizada em suas festas quando elas acabavam; porém, seus criados secretamente recolhiam todas as peças com redes presas às janelas. A villa, chamada de Viridario na época, servia de banco e residência, o que diferenciava Agostino de seus colegas em Roma, que geralmente viviam num piano nobile acima (mas sem ligação) de suas botteghe no nível da rua.